# Ha*Ash
Le Ha*Ash sono una coppia statunitense di cantanti di musica latino-americana, formatosi nel 2002 e composto da due sorelle, Ashley Grace e Hanna Nicole, originarie di Lake Charles, Stati Uniti d'America.
Le Ha*Ash hanno collezionato numerosi dischi d'oro e di platino, realizzando tour in molte nazioni. Sono diventate una delle coppie di cantanti femminili di maggior successo della musica latino-americana degli ultimi decenni. Hanno ricevuto numerose candidature e vittorie a premi importanti come MTV Europe Music Awards, ASCAP, Billboard Latin Music Awards, Premios Juventud, Premio Lo Nuestro e altri.

## Storia del gruppo

### Gli inizi e il primo contratto discografico
Ashley Grace nacque il 27 gennaio 1987, mentre Hanna Nicole, il 25 giugno 1985. Il loro luogo di nascita è Lake Charles, nello stato della Louisiana. Sono la seconda e la terza figlia della professoressa Mathilda e Antonio Pérez, entrambi di origine americana. Le sorelle passavano la domenica in una chiesa cristiana, nella quale, a loro disposizione avevano molti strumenti musicali.
Fin dall'infanzia hanno sentito la loro vocazione per la musica, iniziando a cantare il Vangelo nel coro della chiesa a Lake Charles, rispettivamente a 5 e 6 anni. Durante la loro adolescenza, si sono dedicate a tradurre in spagnolo le canzoni country ascoltate durante la loro infanzia, registrandole in demo da proporre alle case discografiche. Nel 2002, dopo diversi insuccessi con le case discografiche, vengono assunte dalla Sony Music Latin. Le due ragazze avevano allora, rispettivamente, 15 e 16 anni. La band si forma ufficialmente nel 2002, e il nome è la combinazione dei nomi delle sorelle.

### L'album di debutto eMundos Opuestos(2002-2007)
Dopo aver firmato un contratto con l'etichetta discografica Sony Music Latin nel 2002, la coppia pubblicò il primo singolo, Odio amarte il 23 aprile 2002 diventato nel giro di poche settimane una delle più popolari canzoni messicane. Il primo album, intitolato, Ha*Ash, pubblicato l'11 maggio 2003 dalla Sony Music nel Messico, prodotto da Áureo Baqueiro. L'album ha debuttato alla 3ª posizione delle classifiche messicane.
Dallo stesso album furono estratti altri quattro singoli: Estés en donde estés, canzone utilizzata come colonna sonora nella telenovela CLAP, Soy mujer, canzone utilizzata come colonna sonora nella telenovela Big Brother, e Si pruebas una vez e Te quedaste. Nel 2004 pubblicarono inoltre l'edizione speciale, Ha*Ash deluxe. Nello stesso anno vennero premiate dalla National Academy of Music, come artiste rivelazione. Dopo una lunga tournée dove hanno promosso il loro album di debutto, all'inizio del 2005 le Ha*Ash decidono di dedicarsi alla lavorazione dell'album successivo.
Il 27 settembre 2005 pubblicano il loro secondo album in studio, Mundos opuestos, prodotto dello stesso produttore dell'album di debutto. L'8 giugno 2005 dal nuovo album viene estratto il primo singolo, Amor a medias. L'album venne pubblicato il 27 settembre 2005 in Messico, debuttando in 8ª posizione delle classifiche messicane. A metà del 2005, vennero premiate al Premio Lo Nuestro, come artiste rivelazione. Dallo stesso album furono estratti altri tre singoli: Me entrego a ti, ¿Qué hago yo? e Tu mirada en mi. Nel 2006 pubblicarono inoltre l'edizione speciale di Mundos Opuestos deluxe. Il secondo singolo dell'album, ¿Qué hago yo?, ha debuttato in 1ª posizione della Monitor Latino, certificato disco di platino dalla AMPROFON. Tra il 2003 ed il 2007, in tutta l'America Latina hanno partecipato ad oltre 350 presentazioni.

### Habitación dobleeA Tiempo(2008-2011)
Nel 2008 le Ha*Ash iniziano le registrazioni del loro terzo album, Habitación doble. L'album verrà prodotto da Áureo Baqueiro e Graeme Pleth. Per la sua preparazione, hanno viaggiato tra Los Angeles, Miami, Nashville e la Louisiana. L'album viene pubblicato il 1 agosto 2008 dalla Sony Music, debuttando alla 6ª posizione delle classifiche messicane. Dallo album furono estratti tre singoli: No te quiero nada, Lo que yo sé de ti e Tu y yo volvemos al amor en mi. Nel 2008 pubblicarono inoltre un'edizione speciale. Alla fine del 2009 all'Auditorium di Tenerife, l'album venne premiato da Cadena Dial come il migliore in Spagna. D'altra parte, nello stesso anno Hanna e Ashley hanno ricevuto il premio Song of the Year per il tema "No te quiero nada", consegnato dall'American Society of Composers, Authors and Publishers (ASCAP).
Trascorsero tre anni tra il loro ultimo lavoro e la nuova produzione discografica A tiempo. L'album venne registrato tra Los Angeles, la California e Milano. Alla produzione ha partecipato anche il loro produttore principale Áureo Baqueiro. Al brano ha collaborato anche il cantante italiano Michele Canova. L'album viene pubblicato il 16 maggio 2011 dalla Sony Music, debuttando alla 4ª posizione delle classifiche messicane.  Dall'album furono estratti quattro singoli: Impermeable, Te dejo en libertad, Todo no fue suficiente e ¿De dónde sacas eso?. La buona accoglienza dell'album gli ha permesso di partecipare al tour "A Tiempo Tour": circa 180 date tra il 2011 e il 2013, passando per il Nord America, l'America centrale e arrivando per la prima volta in Sud America. Nello stesso periodo la coppia ha ricevuto un premio e una nomination ai Kids' Choice Awards Mexico come gruppo o duo latino preferito.

### Debutto dell'album dal vivo (2014-2017)
Dopo aver rinnovato il contratto con la Sony Music Latin, iniziarono a preparare il loro primo album dal vivo, Primera fila: Hecho realidad. Fu preparato a Miami, in Florida, e registrato il 7 luglio 2014, presso i Churubusco Studios di Città del Messico, e a Lake Charles, Louisiana, il luogo di origine della coppia musicale. La band, l'11 novembre 2014, pubblicò il suo primo album live, Primera fila: Hecho realidad, debuttando in 1ª posizione delle classifiche messicane. Ad oggi si stima che siano la coppia pop con più album venduti in quel formato a livello internazionale.
Il 22 settembre 2014 venne estratto il primo singolo dal nuovo album, Perdón, perdón, che ottenne un enorme successo, soprattutto, e per la prima volta in America Latina. Il 6 marzo 2015 venne pubblicato il secondo singolo, Lo aprendí de ti, distribuito dalla Sony Music. Il 25 maggio 2015 viene pubblicato il terzo singolo, Primera fila: Hecho realidad, Ex de verdad. Nel 30 settembre 2015 la band pubblica il suo quarto singolo, No te quiero nada.
Il 13 novembre 2015 venne pubblicata la versione deluxe di Primera Fila, che contiene, oltre a diverse tracce addizionali, una versione in coppia della canzone, Quédate lejos con il cantante Maluma. Pochi giorni dopo viene estratto il quinto singolo, Dos copas de más. Il 26 aprile 2016 viene pubblicato il sesto e ultimo singolo da Primera fila, Sé que te vas.
Nello stesso anno vennero premiati come migliori artiste rock per i Heat Latin Music Awards, mentre, per il Billboard Latin Music Awards, vennero nominate per le categorie dell'artista, della coppia o del gruppo dell'anno. All'inizio del febbraio 2015 hanno iniziato il loro tour «1F Hecho Realidad Tour», tour che si sarebbe concluso nel 2017, offrendo circa 200 concerti. Nel novembre del 2016 il tour ha ricevuto il premio Telehit.

### L'album, 30 de febrero, la tournée e il secondo album dal vivo (2017-2019)
Il gruppo annuncia la pubblicazione del suo quinto album in studio, 30 de febrero, quasi contemporaneamente al primo singolo 100 años, in collaborazione con Prince Royce, dal quale venne girato un video musicale presso l'Hollywood Beach di Miami, e pubblicato il 20 ottobre 2017. A questo seguirono anche altri tre singoli, No pasa nada, Eso no va a suceder e ¿Qué me faltó?. Prima dell'uscita dell'album, nel mese di novembre 2017, vennero realizzati dal registra Diego Alvarez i diversi video musicali lirici di sei brani della produzione: No pasa nada, Eso no va a suceder, Paleta Llueve sobre mojado, Ojalá e 30 febrero, L'album viene pubblicato il 27 settembre 2017 in Messico, debuttando alla 3ª posizione delle classifiche messicane.
All'inizio del 2018 hanno partecipato ad un nuovo tour mondiale, dal nome, «Gira 100 años contigo». Nel febbraio 2018 hanno partecipato per la prima volta al Festival di Viña del Mar, dove non solo cantavano, ma facevano, sia parte della giuria, che invitate a cantare insieme a Miguel Bosé nel giorno dell'apertura. Il 3 ottobre 2018 le Ha*Ash pubblicano il loro primo EP, chiamato Spotify Singles, contenente due tracce, No pasa nada e Adios amor, disponibili esclusivamente in versione digitale. All'inizio di novembre 2018 sono stati premiate come migliori artiste latino nordamericano agli MTV Europe Music Awards.
Nel dicembre 2019 fu diffuso il loro secondo album dal vivo, En vivo. L'intenzione di pubblicare un documentario dal vivo che raccogliesse l'esperienza del tour, Gira 100 años contigo, fu inizialmente annunciato il 6 settembre 2019, nella quale il cantante, Hanna Nicole, affermò che i concerti di Città del Messico erano stati filmati per una possibile pubblicazione in DVD. Il titolo, la copertina e la data di pubblicazione vennero rivelate il 26 novembre 2019, anche nei formati CD e DVD. Il 6 dicembre 2019 venne estratto il primo singolo dal nuovo album, Si tú no vuelves.

### L'album, Haashtag, desto album in studio (2020-presente)
L'27 gennaio 2020 prende parte al singolo promozionale Rosas en mi almohada della cantante messicana María Jose. Il 3 aprile dello stesso anno la band tiene un concerto virtuale "Together at Home" in collaborazione con Organizzazione mondiale della sanità.
L'10 febbraio 2021 fu diffuso il loro secondo EP, Lo más romántico de. Sempre nel febbraio partecipa alla singolo Fuiste mía con del gruppo musicale argentino MYA. Il 13 luglio 2021 fu diffuso il loro canzone, The Unforgiven, cover in spanglishdei Metallica, incisa nell'album The Metallica Black List, brano realizzato per ll campagna benefica di raccolta fondi a sostegno della Save The Children Mexico. Il 16 luglio fu diffuso il loro canzone, Vencer el pasado, sigla della soap opera omonima.
Il 17 marzo 2022 venne estratto il primo singolo dal nuovo album, Lo que un hombre debería saber. A questo seguirono anche altri tre singoli promozionali, Mejor que te acostumbres, Serías tú e Si yo fuera tú e due singoli altri, Supongo que lo sabes e Mi salida contigo. L'album Haashtag viene pubblicato il 1 settembre 2022 in Messico.  Il settembre hanno partecipato ad un nuovo tour mondiale, dal nome, «Gira mi salida contigo».

## Stile e influenze
Il genere musicale della band è solitamente definito come un intreccio tra sonorità pop ed country. Con il tempo il loro stile musicale muta sensibilmente, accogliendo influenze dalla musica elettronica, dalla musica pop e urban, avvicinandosi a nuovi generi rispetto al pop-country che ha caratterizzato la prima metà della loro carriera. Ashley e Hanna, in un'intervista hanno dichiarato di essere state profondamente influenzate da Shania Twain, Loretta Lynn, Dixie Chicks e Patsy Cline.

## Discografia

### Album in studio
- 2003 - Ha*Ash
- 2005 - Mundos opuestos
- 2008 - Habitación doble
- 2011 - A tiempo
- 2017 - 30 de febrero
- 2022 - Haashtag
- 2024 – Haashville

### Album dal vivo
- 2014 - Primera fila: Hecho realidad
- 2019 - En vivo

## Tournée
- 2003 - 2005: Ha*Ash Tour
- 2006 - 2007: Mundos opuestos Tour
- 2008 - 2010: Habitación Doble Tour
- 2011 - 2013: A tiempo Tour
- 2015 - 2017: 1F Hecho Realidad Tour
- 2018 - 2022: Gira 100 años contigo
- 2022 - 2023: Gira mi salida contigo

## Riconoscimenti
- ANAMUSA
  - 2004 - Giovane artista dell'anno per Ha*Ash
- ASCAP
  - 2009 - Hit dell'anno per No te quiero nada[22]
- Heat Latin Music Awards
  - 2016 - Miglior gruppo pop o duo rock per Ha*Ash[65]
- Irresistible Awards Fanta
  - 2012 - Canzone irresistibile per Te dejo en libertad[66]
- MTV EMA
  - 2018 - Miglior Latam North Act per Ha*Ash[67]
- Nickelodeon Kids' Choice Awards México
  - 2011 - Gruppo pop o duo dell'anno per Ha*Ash[68]
  - 2012 - Filantropia per Save the children[69]
  - 2016 - Agenti di cambiamento Act per Foundation Ha*Ash
- Premios Dial
  - 2009 - Il migliore in Spagna per No te quiero nada[21]
- Orgullosamente Latino Awards
  - 2003 - Canzone preferita per Estés en donde estés[70]
- Premios Quiero
  - 2015 - Miglior video per Perdón, perdón[71]
  - 2016 - Miglior video per Sé que te vas
- Premios Oye!
  - 2006 - Gruppo pop o duo dell'anno per Ha*Ash[72]
  - 2012 - Gruppo pop o duo dell'anno per Ha*Ash[73]
- Premio Lo Nuestro
  - 2005 - Miglior nuovo solista o gruppo dell'anno per Ha*Ash[74]
- Premios Juventud
  - 2015 - Hit dell'anno per Perdón, perdón[75]
  - 2023- Gruppo pop o duo dell'anno per Ha*Ash.[76]
  - 2023- Album pop dell'anno per Haashtag.[76]
- SACM
  - 2011 - Composizione dell'anno per Te dejo en libertad[77]
  - 2012 - Composizione dell'anno per ¿De dónde sacas eso?[77]
  - 2015 - Composizione dell'anno per Perdón, perdón[77]
  - 2016 - Composizione dell'anno per Lo aprendí de ti[77]
- Spotify Awards
  - 2020 - L'artista pop più popolare per Ha*Ash[78]
- Telehit Awards
  - 2009 - Giovane artista dell'anno per Ha*Ash
  - 2017 - Tour dell'anno per 1F Hecho Realidad Tour[79]
- Viña del Mar International Song Festival
  - 2018 - Gaviota de Plata per Ha*Ash[80]
  - 2018 - Gaviota de Oro per Ha*Ash[80]
  - 2018 - Regina popolare per Ashley Grace[81]